# Christina Viragh
Christina Viragh (Budapest, 1953. január 23. –) magyar-svájci költő, író, műfordító.

## Életpályája
1960-ban családjával Svájcba emigrált,  Luzernben telepedett le. 1994 óta Rómában él és dolgozik.
A Német Nyelvi és Irodalmi Akadémia levelező tagja.
Magyar írók német fordítója. Nevéhez fűződik Szerb Antal Utas és holdvilág, valamint Kertész Imre Sorstalanság c. regényének német fordítása. Számos más írótól is fordított, mint például Nádas Péter, Márai Sándor, Kosztolányi Dezső, Krúdy Gyula stb.

## Művei
Regényei
- Unstete Leute. Roman; Klett-Cotta, Stuttgart, 1992
- Rufe von jenseits des Hügels. Roman; Klett-Cotta, Stuttgart, 1994
- Mutters Buch. Roman; Klett-Cotta, Stuttgart, 1997
- Anya-könyv. Regény (Mutters Buch); ford. Hajós Gabriella; Jelenkor, Pécs, 2001
- Pilatus; Ammann Verlag, Zürich, 2003
- Im April; Amman Verlag, Zürich, 2006
- Eine dieser Nächte; Dörlemann Verlag, 2018

### Magyar nyelven
- Áprilisban. Regény (Im April); ford. Hajós Gabriella; Kalligram, Budapest, 2021